# Indépendance des rédactions
Ne doit pas être confondu avec Indépendance des journalistes.
L'indépendance des rédactions est une liberté collective assurée aux éditeurs d'un média, leur garantissant le droit d'enquêter et  de diffuser des reportages, sans interférence excessive de leurs propriétaires, au nom du principe de liberté de la presse, de la vérification des faits et de la protection des sources d'information des journalistes.
L'indépendance des rédactions s'observe lorsqu'un journal, une radio ou une télévision ne cèdent pas à la censure des amis ou des autres sociétés du propriétaire, ni à celle des ministères ou des entreprises.

## Principes
L'indépendance des rédactions se distingue de l'indépendance des journalistes proprement dite, car il s'agit de l'indépendance d'une collectivité : la rédaction, où les articles sont systématiquement relus et discutés, et qui travaille en équipe, par le biais de conférences de rédaction au cours desquelles sont choisis les sujets abordés, la place qui leur est accordée, l'angle sous lequel l'information est traitée et les moyens financiers consacrés à l'enquête ou au reportage. La revendication d'une indépendance des rédactions a été formulée par les cinq principaux syndicats de journalistes, dans une pétition commune mise en place à l'automne 2007, peu après l'élection à la présidence de la République française de Nicolas Sarkozy.
La notion d'indépendance de la rédaction répond aux questions de déontologie et de crédibilité qui menacent un organe de presse quand son contenu est victime d'un conflit d'intérêts avec une autorité supérieure, qu'il s'agisse des pouvoirs publics, du propriétaire du journal ou de ses amis. L'indépendance de la rédaction s'illustre notamment par la désignation d'un responsable éditorial approuvé par les journalistes, ou bien, dans une formule plus modeste, par la désignation d'un responsable par l'actionnaire, qui présente son projet éditorial mais qui doit se soumettre à un droit de veto de la rédaction, par le biais d'un scrutin à bulletin secret. C'est cette formule qu'ont proposée en 2007 les syndicats de journalistes, SNJ, Syndicat national des journalistes CGT, Union syndicale des journalistes CFDT, Syndicat général des journalistes FO et SJ-CFTC.
Ce droit de veto donne à l'actionnaire la plus grosse part du travail : à partir de son projet éditorial, il recherche une personnalité capable de fédérer les journalistes et les lecteurs dans une même recherche de qualité. Le rôle des journalistes consiste ensuite à donner leur feu vert, puis à défendre leur indépendance régulièrement lors des conférences de rédaction au cours desquelles est discuté le contenu du journal.

## Presse écrite française

### Journal du dimanche
Lors de la grève de quarante jours menée en juin et juillet 2023 par les journalistes lors de la nomination de Geoffroy Lejeune à la tête du quotidien du 7ème jour Le Journal du dimanche, en situation de monopole, se multiplient les appels protéger les rédactions et leurs lecteurs. L'historien Michel Winock a estimé que le législateur doit agir afin d'assurer de la « sauvegarde d'un des fondements de la démocratie » face à une menace qui « pèse sur la liberté d'informer » de la part d'un « actionnariat idéologisé » dont selon lui « la figure emblématique » est Vincent Bolloré.

### L'Express
Les tentatives avortées de rachat du titre L'Express par Le Monde puis par Serge Dassault ont constitué dès 1997 une « expérience fondatrice » et nourri le débat public sur la nécessité de protéger juridiquement l'indépendance des rédactions.

### Les Échos
Le mouvement pour l'indépendance des rédactions a été relancé au printemps 2007 lors du rachat du quotidien Les Échos par l'homme d'affaires Bernard Arnault, témoin de mariage du président de la République Nicolas Sarkozy. Les journalistes des Échos, après plusieurs journées de grève et manifestation autour du slogan "L'indépendance n'est pas du luxe", ont mis en place une pétition signée par de nombreuses personnalités du monde économique. "Cher Alain (Afflelou, fondateur du réseau d'opticiens du même nom, NDLR), continueriez-vous à lire Les Échos, s'ils étaient rachetés par Optic 2000?", peut-on lire alors dans une publicité offerte gratuitement par Le Monde, Libération et La Croix. Les PDG de Renault et de Danone sont également cités. Les journalistes des Échos ont alors obtenu un droit de veto sur la nomination du directeur de la rédaction. La question de l'indépendance des rédactions a été très souvent évoquée dans la campagne de l'élection présidentielle française de 2007, en particulier par le candidat François Bayrou, qui s'est plusieurs fois heurté sur ce point aux journalistes Nicolas Beytout [réf. nécessaire], Jean-Michel Aphatie et Robert Namias.
Le mouvement pour l'indépendance des rédactions s'est poursuivi au cours des mois suivants. Les cinq premiers syndicats de journalistes professionnels se sont concertés durant tout l'été 2007 pour rédiger une plate-forme commune, proposant une loi pour l'indépendance des rédactions, relayée par une pétition. Le texte a reçu le soutien de 17 000 signataires et de personnalités comme le généticien Axel Kahn, l'écrivain et économiste Bernard Maris (l'Oncle Bernard) de Charlie Hebdo ou l'ex-présentateur du journal télévisé Noël Mamère. La pétition, soutenue par le Syndicat national des journalistes (SNJ), le premier de la profession a reçu un écho en Afrique, où cette indépendance est rare.

### Libération
Le quotidien Libération s'est bâti en 1973 sur des principes coopératifs, la direction de l'entreprise étant élue par tous les salariés en vertu de la règle "un homme, une voix", qui a ensuite été remise en cause dans les années 1980 par le directeur de la rédaction Serge July, qui jugeait que ce système freinait les développements du titre. Le contrôle de la société civile des personnels de Libération (SCPL) va peu à peu se diluer, au gré des entrées d'investisseurs dans le capital. En 1982, des partenaires financiers extérieurs entrent au capital : Communication et Participation prend 9,9 %. La part de la Société civile des personnels de Libération (SCPL) va progressivement tomber à zéro : 100 % (années 1970) ; 61,7 % (années 1980) ; 33,8 % (années 1990) ; 18,4 % (années 2000) ; 0,67 % (années 2010).
Le mécanisme protégeant l'indépendance de la rédaction de Libération prévoit cependant toujours que la rédaction puisse élire son directeur, même si elle ne peut plus élire l'homme qui dirige l'ensemble du journal.

### Le Monde
Hubert Beuve-Méry est considéré comme le principal contributeur français à la réflexion et à l'action sur le principe de l'Indépendance des rédactions. Rédacteur en chef de l'hebdomadaire Temps présent quand le général de Gaulle lui demande de créer un quotidien de référence pour remplacer le quotidien Le Temps il est le fondateur du quotidien Le Monde dont le premier numéro sort le 18 décembre 1944 (daté du 19). En 1951, il est à l'origine de la création de la société des rédacteurs du Monde, actionnaire à 100 % du journal, un dispositif qui permet de décourager les tentatives de rachat du titre par des industriels. La structure capitalistique du quotidien Le Monde a depuis changé, mais le directeur de l'entreprise est toujours élu par les journalistes. Les autres catégories de personnel ont également leur mot à dire, par le biais d'une procédure de consultation.

### AFP
En novembre 2008, ce sont les journalistes de l'AFP qui ont lancé une pétition pour l'indépendance et la survie de leur agence, de crainte que la réforme en cours ne porte atteinte aux principes votés en 1957 à l'unanimité par le parlement, tandis que l'association pour la qualité de l'information a relancé l'intérêt du public pour ces questions[réf. nécessaire]. L'Histoire de l'Agence France-Presse de 1944 à 2011 s'est caractérisée par une forte croissance de ses activités à l'international, permise par le statut juridique d'indépendance des rédactions de l'Agence. À la notion d'indépendance, l'AFP préfère cependant celle de neutralité, plus précise et plus exigeante, inhérente à toute Agence de presse mondiale et généraliste, qui figure dans le texte de loi de 1957 ayant permis à l'AFP de protéger sa vocation d'Agence de presse mondiale et généraliste.

### Presse régionale
À un échelon plus modeste, Nicolas Totet, journaliste et chef d'agence du quotidien régional Le Courrier picard à Saint-Quentin est devenu célèbre en janvier 2010 à la suite d'une émission de la chaîne Public Sénat au cours de laquelle Xavier Bertrand, élu local de Saint-Quentin et secrétaire général de l'UMP, l'a pris longuement à partie, l'accusant d'avoir posé des questions scandaleuses, en particulier sur son éventuelle candidature à la mairie de Saint-Quentin La rédaction du Courrier picard s'est mobilisée pour soutenir le journaliste.
La Dépêche du Midi appartient au groupe La Dépêche qui appartient à Jean-Michel Baylet, ministre du gouvernement Valls depuis le 11 février 2016. À l'occasion de ce remaniement, le quotidien a fait l'objet de critiques pour avoir particulièrement encensé le nouveau gouvernement.

## Audiovisuel
Dans l'audiovisuel, l'une des étapes importantes du débat sur l'indépendance des rédactions a été la création en 1982, par le ministre de la communication socialiste Georges Fillioud, de la Haute Autorité de la communication audiovisuelle. En 1986, la Commission nationale de la communication et des libertés (CNCL), créé par le ministre de la culture UDF François Léotard lui a succédé. En 1988, la CNCL a été remplacée par un Conseil supérieur de l'audiovisuel. Ces trois institutions ont élargi à l'ensemble de la majorité le processus de désignation des présidents de chaîne, évitant les dérives jugées monarchiques de l'époque de l'ORTF, mais sans parvenir à imposer un consensus, dans cette désignation, entre l'opposition et la majorité.
Depuis 1er janvier 2009, le gouvernement a décidé d'arrêter la publicité sur les chaînes publiques de radio et de télévision, à partir de 20h, . Mais les exceptions sont suffisamment nombreuses pour que France Télévisions récolte encore 150 millions d’euros avec son système de restriction (pub sur Internet, sur les chaînes régionales de France 3, RFO).
Le Forum permanent des sociétés de journalistes a également mis cette question sur le devant de la scène. Plusieurs sociétés de journalistes de l'audiovisuel ont participé à l'opposition aux réformes de l'audiovisuel voulues par le président Nicolas Sarkozy, en particulier celle qui prévoit que le président de France Télévisions soit nommé directement par le gouvernement. L’assemblée générale de la rédaction de France 2 réunie lundi 30 juin 2008 a voté contre cette réforme[réf. nécessaire], à l'appel de la Société des rédacteurs de France 2.
En juillet 2012, Alain de Pouzilhac, PDG de l'Audiovisuel extérieur de la France, a été poussé vers la sortie par le gouvernement français, qui lui reprochait le projet de fusion des rédactions de RFI et France 24. La plupart des syndicats de journalistes de RFI, à l'exception de la CFDT, avaient fermement bataillé contre cette fusion, craignant d'y perdre leur identité et leur indépendance, puis avaient réussi à convaincre du bien-fondé de leur cause François Hollande, qui avait signé une pétition dénonçant "la fusion-destruction de RFI".

## Reporters sans frontières
L'ONG Reporters sans frontières a évoqué la thématique de l'indépendance des rédactions dans Le Système B, un documentaire français, diffusé en septembre 2021 octobre 2021, qui fut très médiatisé car il a appelé « l'État, le CSA, l'Autorité de la concurrence et le législateur à intervenir » et dénoncé des « pratiques représentent un véritable danger pour la liberté de la presse, mais aussi pour la démocratie » et alerté contre la censure répétée d'enquêtes dans différents médias du groupe industriel et de services de Vincent Bolloré,,,,,,,, mais visant aussi d'autres médias, par un usage massif des poursuites judiciaires, afin de décourager au maximum les enquêtes sur « ses activités africaines », qui « représentent un tiers du chiffre d'affaires » du groupe Bolloré.

## Contexte international
- En Angleterre, quand Scott Russel, le propriétaire du Guardian, passa la main à ses fils, John et Edward, ceux-ci se mirent d'accord sur le fait que si l'un d'eux mourait, l'autre devrait racheter la part du premier, afin d'assurer la pérennité de l'indépendance du journal. En 1936, John Russel créa un trust d'actionnaires auquel il confia la propriété du Manchester Guardian, ainsi que du très lucratif Manchester Evening News. Le premier a pour maxime : « Les commentaires sont libres, mais les faits sont sacrés… La voix des opposants, non moins que celle des amis a le droit d'être entendue. »

- Aux États-Unis, les quotidiens prestigieux comme le New-York Times ont des actionnaires financiers qui acceptent de ne pas intervenir dans la ligne rédactionnelle du journal, par respect pour le travail des journalistes, et achètent donc des actions sans droit de vote, dont la valeur est légèrement moindre sur le marché boursier.

- En Allemagne, l'indépendance des rédactions a été appliquée par l'hebdomadaire Der Spiegel à partir des années 1970, la rédaction obtenant après une série de conflits le droit d'élire son directeur. En France, ce mécanisme a servi à la croissance du quotidien Le Monde dans les années d'après-guerre, puis au quotidien Libération jusqu'au renoncement à ce statut en 2005 lors du renflouement du journal par son actionnaire Édouard de Rothschild, au moment de l'éviction de Serge July, l'un des fondateurs.

- En Suisse romande, selon un rapport du Sénat français, la convention collective des journalistes prescrit la mise en place de « chartes rédactionnelles » et d'« organes de dialogue ». Selon la taille de la rédaction, « la réunion de l'ensemble des journalistes fait office d'organe de dialogue » ou les journalistes « désignent librement dans leurs rangs les délégués chargés de les représenter »[21]. La Télévision suisse romande a diffusé en juin 2009 une enquête sur l'influence de Nicolas Sarkozy sur les médias français, usant de la peur et de sanctions pour les contrôler[22].
- en Italie, la création des « comités de rédaction » est régie par l'équivalent de la convention collective française[21].

## Journalisme citoyen et Slow Media
Avec l'Internet, un nouveau type de journalisme citoyen est apparu sur des nombreux sites tels que AgoraVox en France. Autre illustration, OhmyNews a 20 % des articles de son site écrits par des journalistes professionnels et pigistes, le reste provenant de contributeurs volontaires. Le Slow Media est également un concept qui défend l'indépendance des rédactions.

## Le cas particulier des rédactions indépendantes de toute publicité
En France, Le Canard enchaîné est l'un des rares journaux nationaux à s'être totalement affranchi de toute publicité. Paradoxalement, c'est le plus rentable et le plus riche de tous les journaux français. L'un des rares aussi à publier ses comptes chaque année dans ses propres colonnes et celui qui paie le mieux ses journalistes. Une tentative de rachat du journal par le groupe Hachette, en 1953, s'est heurtée aux statuts du journal qui exigent que seuls ses salariés puissent être actionnaires.
D’autres titres de la presse française n’acceptent pas de publicité dans leurs pages : CQFD, La Décroissance, Le Plan B, S!lence, Psikopat, Fluide glacial, Minute, Prescrire, Charlie Hebdo, Fakir, XXI, d'autres en acceptent mais de manière très encadrée, comme Le Ravi. Mais ces titres sont nettement moins diffusés que le Canard.

## Champs d'indépendance

### Économie
Dans son ouvrage, Laurent Mauduit dénonce ce qu'il estime être une collusion entre certains organes de presse (papier, télévision, internet), certains journalistes et quelques économistes néolibéraux médiatiques ou prétendus économistes, leur offrant une « situation de quasi-monopole de l'expression publique ». La synthèse de ses recherches et analyses amène l'auteur à proposer « une sorte de GIE démocratique qui aurait dû se former entre les économistes et la presse. Pour sonner le tocsin et prévenir la catastrophe annoncée [(la crise de 2007 et ses conséquences)]. Pour alerter sur les politiques néolibérales des institutions qui au lieu de re-réguler un peu les marchés financiers [comme elles s'y étaient engagées] leur ont concédé encore plus de libertés, pour alerter sur les souffrances sociales [.], et, par-dessus tout, alerter sur les voies différentes qu'il [est] possible d'emprunter [afin de] combattre la pensée unique [néolibérale] ».

## Dans la culture populaire
Dans une mise en scène rajeunie et raccourcie, elle est jouée un peu partout en France, juste après les grèves et manifestations à répétition des journalistes des Échos et de La Tribune de juin 2007, autour du slogan "L'indépendance n'est pas du luxe", pour protester contre le rachat par le multimilliardaire Bernard Arnault, témoin de mariage du tout nouveau président de la République Nicolas Sarkozy. Nekrassov, comédie parodique du maccarthysme à la française et du manque d'indépendance des rédactions a été présentée en 1955 par Jean-Paul Sartre. L'héroïne est une journaliste, Véronique, qui séduit le personnage principal, l'escroc dénonciateur Georges de Valera, afin de sauver deux journalistes communistes.